# Sandra Ortega Mera
Sandra Ortega Mera (* 19. Juli 1968 in A Coruña) ist eine spanische Erbin. Mitte 2019 wurde ihr Vermögen auf 6,6 Milliarden US-Dollar geschätzt, womit sie die zweitreichste Person in Spanien war.

## Leben
Sandra Ortega Mera ist die Tochter von Amancio Ortega, Gründer von Inditex und einer der reichsten Menschen der Welt, und seiner ersten Frau, Rosalía Mera. Ortega erwarb einen Abschluss in Psychologie an der Universität Santiago de Compostela.
Nach dem Tod ihrer Mutter Rosalía Mera im Jahr 2013 erbte Ortega 7 % der Anteile an Inditex und wurde die reichste Frau Spaniens. Ortega verbringt viel Zeit mit der Stiftung Fundación Paideia Galiza, die ihre Mutter für Menschen mit geistigen und körperlichen Behinderungen gegründet hatte. Ihr eigener Bruder Marcos ist schwerbehindert.
Ortega ist verheiratet, hat drei Kinder und lebt in A Coruña.